# Рембйоха
Рембйоха (пол. Rembiocha) — село в Польщі, у гміні Збуйно Ґолюбсько-Добжинського повіту Куявсько-Поморського воєводства.
Населення — 235 осіб (2011).
У 1975-1998 роках село належало до Влоцлавського воєводства.

## Демографія
Демографічна структура станом на 31 березня 2011 року:
|          | Загалом | Допрацездатний вік | Працездатний вік | Постпрацездатний вік |
| -------- | ------- | ------------------ | ---------------- | -------------------- |
| Чоловіки | 122     | 33                 | 77               | 12                   |
| Жінки    | 113     | 30                 | 60               | 23                   |
| Разом    | 235     | 63                 | 137              | 35                   |